# Rapla
Rapla (Rappel in tedesco) è una città dell'Estonia centrale, capoluogo del rispettivo comune rurale e della contea di Raplamaa; conta circa 5.800 (stima) abitanti e sorge a 45 km a sud di Tallinn. Amministrativamente, non esistono distinzioni tra la città e il suo contado.

## Amministrazione

### Gemellaggi
- Askimi ( Norvegia)
- Kauhava ( Finlandia)
- Nurmijärvi ( Finlandia)

## Sport
La città ospita la società cestistica Rapla Korvpalliklubi, impegnata nel campionato estone di pallacanestro.